# Gianfrancesco Gambara
Gianfrancesco Gambara o Giovanni Francesco Gambara (Brescia, 17 de enero de 1533 - Roma, 5 de mayo de 1587) fue un eclesiástico italiano.

## Biografía
Hijo de Brunoro Gambara, conde de Pralboino y de Verola, que había sido capitán de las armas de Maximiliano I y de Carlos V durante las guerras italianas, y de Virginia Pallavicino, fue encaminado desde joven a la carrera eclesiástica bajo el amparo de su tío Uberto, cardenal desde 1539, que renunció en su favor la abadía de San Lorenzo en Cremona y le envió a estudiar a la Universidad de Padua, a la de Bolonia y a la de Perugia, en la que se doctoró in utroque iure. 
Fue clérigo de la Cámara Apostólica en tiempos de Julio III y su presidente con Pío IV. Este mismo papa le creó cardenal en el consistorio de 1561 con título de SS. Marcelino y Pietro, que posteriormente cambiaría por los de Santa Pudenziana, Santa Prisca, Santa Anastasia, San Clemente, Santa María in Trastevere, Albano y Palestrina. 
Participó en el Concilio de Trento en 1562-63, fue obispo de Viterbo entre 1566-76, inquisidor general desde 1567, Camarlengo del Colegio Cardenalicio en 1574 y conclavista en los cónclaves de 1565, 1572 y 1585 en que fueron elegidos papas Pío V, Gregorio XII y Sixto V. 
Fallecido en Roma en 1587 a los 54 años de edad, fue sepultado en la Basílica de Santa María del Popolo, de donde posteriormente fue trasladado a la iglesia de Santa María Vergine dell Quercia de su ciudad natal.